# Kurland
För andra betydelser, se Kurland (olika betydelser).
Kurland (lettiska: Kurzeme; liviska: Kurāmō; latin: Curonia/Couronia; ryska: Курляндия; litauiska: Kuršas; polska: Kurlandia), är Lettlands minsta landskap, beläget i väster, och numera en av Lettlands planeringsregioner.
Tillsammans med Semgallen utgjorde Kurland från 1561 till 1795 ett eget hertigdöme, hertigdömet Kurland, som var den minsta nation som haft kolonier i Amerika. Hertigdömet var en feodalstat inom Polen-Litauen, och var ockuperat av Sverige från 1701 till 1709. Idag är Kurland en av Lettlands fem planeringsregioner.

## Geografi
I Kurland ligger de två viktiga hamnstäderna Liepāja (ty. Libau) och Ventspils (ty. Windau). Till sevärdheterna hör den gamla hansestaden Kuldīga (ty. Goldingen). Landskapet är huvudsakligen glesbygd, i norra delen skog, mestadels slättland, som högst når 213 meter över havet. Den sista resten av den liviska befolkningen bebor nordvästra Kurland. Historiskt är Kurland benämningen på ett landområde beläget väster och söder om Rigabukten.
Kurland är ett slättland, i flera riktningar genomdraget av lägre höjdsträckningar, vilka i regel går i riktning från norr till söder. Den mest utmärkande av dessa följer Daugavas vänstra strand och bildar vattendelare mellan denna flod och Lielupe. En annan, som skiljs från den förra genom Jegavaslätten, följer Venta/Windau och går mot norr ända till Kurlands nordspets Domesnäs. Den 340 km långa, mestadels flacka kusten bildar knappt någon enda vik. De enda punkter, där fartyg kan lägga till, är Ventspils (Windau), Liepāja (Libau) och Palanga. Parallellt med kusten löper långa sandbankar, vilka ofta sträcker sig 10–15 km ut i havet och utgör hinder för sjöfarten. Kusterna är utsatta för flygsand.
Jorden är i allmänhet bördig och består mest av lera. I geognosiskt hänseende tillhör Kurland det devoniska systemet. De nedre lagren består av sandsten, de övre av märgel och kalksten. Jura-systemet uppträder vid Aas och Windaus nedre lopp. Flyttblock finns spridda överallt. De största vattendragen är Daugava, Lielupe och Venta. Lielupe uppstår genom förening av Muns och Memel och är genom en arm, Bolderaa, förenad med Daugava.

## Historia
Kurlands äldsta invånare kurer och andra folk assimilierades efter hand med letterna, och kristnades genom Albert av Riga och Tyska orden. 1237–1561 tillhörde Kurland Tyska Orden. Kurerna omskrivs i de isländska sagorna ofta som fiender till svearna. Kuriska krigare ska bland annat ha deltagit i slaget vid Bråvalla. I Norna Gästs saga beskrivs hur Sigurd Ring besegrat kurernas krigare när de försökte plundra Svitjod. I den något mer samtida källan Vita Anskarii beskrivs kurerna som skattskyldiga till svearna. När kurerna gjorde uppror och slog ner en dansk invasionsstyrka som försökt beskatta dem, ska kung Olof ha invaderat Kurland och bränt ner kurernas stad Seeburg (tolkat av Birger Nerman som en föregångare till Grobiņa).
Hertigdömet Kurland bildades 1561. Det var en vasallstat inom Polen-Litauen, med den tyska adeln som styrande klass. I hertigdömet ingick även Semgallen och rikets huvudstad var Mitau som idag heter Jelgava. Gotthard Kettler genomförde reformationen i Kurland. Dynastin Kettler dog ut 1737, varefter kejsarinnan Anna lyckades få sin gunstling Ernst Johann von Biron vald till hertig.
Hertigdömet Kurland är den minsta nation som koloniserat Amerika (Tobago) och Afrika (James Island). Kurland hade en kortlivad koloni på Tobago åren 1654–1659 och sedan 1660–1689, se vidare Kurländska koloniseringen av Amerika.
Kurland var ockuperat av Sverige 1701–1709 och styrdes då av en generalguvernör (Carl Magnus Stuart; Adam Ludwig Lewenhaupt). Karl XII avsåg troligen att införliva detta hertigdöme med det svenska väldet, men slaget vid Poltava ledde till att den ryskvänlige hertigen kunde återvända. Efter detta var Kurland i än högre grad än resten av Polen ett ryskt protektorat och år 1795 införlivades området i Ryssland, där det kvarstod som guvernementet Kurland fram till 1918. Befolkningen bestod 1870 av 675 000 invånare. Av dessa var 79 % letter, 8,8 % tyskar, 8 % judar, 1,7 % ryssar, 1 % polacker, 1 % litauer, samt en mindre grupp liver.
Det kom att ingå i det Baltiska hertigdömet 1918, en tyskstödd statsbildning, som emellertid föll i samband med det tyska nederlaget i första världskriget. Därefter förenades Kurland med omkringliggande lettiskbebodda områden i republiken Lettland.
Området hade tidigare en betydande svensktalande befolkning, varav en återstående rest bodde på ön Runö i Rigabukten ända fram till andra världskriget. Den största befolkningsgruppen vid sidan av letterna utgjordes av balttyskar vilka emellertid överflyttades till Tyskland under och efter andra världskriget. Kurlands norra udde Domesnäs (lettiska Kolkasrags, tyska ”Bakenhof”) var ett viktigt landmärke på den stora skandinaviska handelsleden österut till Ryssland via floden Daugava (ty. Düna).
Efter självständigheten delades guvernementet i två provinser inom Lettland; Kurland (med huvudstaden Liepāja/Libau) och Semgallen (med huvudstaden Jelgava/Mitau). Dess historia sammanfaller därefter med Lettlands historia. Idag är Kurland ett av Lettlands fem landskap och planeringsregioner.